# Resolutie 303 Veiligheidsraad Verenigde Naties
Resolutie 303 van de Veiligheidsraad van de Verenigde Naties werd met elf stemmen tegen vier onthoudingen aangenomen op 6 december 1971. De onthouders waren Frankrijk, Polen, de Sovjet-Unie en het Verenigd Koninkrijk. De Veiligheidsraad verwees het conflict tussen India en Pakistan in Oost-Pakistan door naar de Algemene Vergadering.

## Achtergrond
India en Pakistan vochten al jaren om de regio Kasjmir. Ondanks vele voorgaande VN-resoluties en akkoorden over een staakt-het-vuren werd er nog steeds gevochten.
In december 1971 waren beide landen opnieuw slaags geraakt na maanden van politiek geweld in het kader van de door India gesteunde onafhankelijkheidsstrijd van Oost-Pakistan, tijdens welke het Pakistaanse leger grove mensenrechtenschendingen pleegde. Naar aanleiding daarvan vroegen verschillende leden van de Veiligheidsraad een dringende bijeenkomst op 4 december, die de dag nadien werd verdergezet.
Met China dat Pakistan steunde en de Sovjet-Unie en Europese landen die eerder achter India stonden, maakte onenigheid over al dan niet oproepen tot een staakt-het-vuren of terugtrekking consensus onmogelijk. India stelde dat het Oost-Pakistaanse volk werd onderdrukt en dus accepteerde de Sovjet-Unie geen staakt-het-vuren of terugtrekking zonder daar een politieke oplossing aan te verbinden. China noemde India de agressor en stond achter Pakistans standpunt dat de gebeurtenissen in Oost-Pakistan een interne aangelegenheid waren waar de VN niet in moest tussenkomen.
Een voorstel van de Sovjet-Unie om op te roepen tot "een politieke regeling die onvermijdelijk zou leiden tot een staakt-het-vuren" werd enkel door Polen gesteund en stuitte op een Chinees veto. Een voorstel van verschillende leden dat de twee partijen eenvoudigweg opriep tot een staakt-het-vuren werd met een Sovjet-veto weggestemd. Een Chinees voorstel dat India veroordeelde als agressor werd ingetrokken.
Op 7 december boog de Algemene Vergadering zich over de zaak en nam met grote meerderheid een resolutie aan die opriep tot een staakt-het-vuren en terugtrekking van beide partijen. India hield zich hier niet aan, waarop de Verenigde Staten de kwestie terug op de agenda van de Veiligheidsraad zette, waarop na heftige discussies resolutie 307 werd aangenomen.

## Inhoud
De Veiligheidsraad had het item op de agenda van zijn 1606e vergadering overwogen. De Veiligheidsraad hield er rekening mee dat het gebrek aan unanimiteit onder zijn permanente leden de Veiligheidsraad verhindert om zijn verantwoordelijkheid voor de internationale vrede en veiligheid te nemen.
De Veiligheidsraad besloot de kwestie door te verwijzen naar de 26e sessie van de Algemene Vergadering.
Lijst ·  292 ·  293 ·  294 ·  295 ·  296 ·  297 ·  298 ·  299 ·  300 ·  301 ·  302 ·  303 ·  304 ·  305 ·  306 ·  307